# Padus Vallis
La Padus Vallis è una struttura geologica della superficie di Marte.